# Diego Martín Rodríguez Berrini
Diego Martín Rodríguez Berrini, (Montevideo, 4 de septiembre de 1989) es un futbolista uruguayo que juega de mediocampista en el Liverpool de la Primera División de Uruguay.

## Trayectoria
Fue ascendido al primer equipo del Defensor Sporting Club en 2009. El 31 de enero de 2013 fue cedido al Udinese de la Serie A de Italia. A mediados de 2013 compró su pase Godoy Cruz Antonio Tomba de la Primera División de Argentina donde se mantuvo un año y adquirió continuidad.
El 19 de enero de 2015 se confirmó su desembarco al Club Atlético Independiente donde dirigía Jorge Almirón, quien ya lo conocía de su paso por Godoy Cruz. Independiente adquirió el 50% de su ficha en U$S 1.500.000.
El sábado 11 de abril en el partido contra San Lorenzo de Almagro el volante uruguayo sufrió la fractura de peroné izquierdo. Salió lesionado a los 37 minutos del primer tiempo, siendo trasladado al sanatorio Profesor Ltoiz de Avellaneda.

## Selección nacional
Ha sido internacional con la Selección sub-20 de Uruguay en el Sudamericano sub-20 y mundial sub-20 del año 2009. También jugó en los Juegos Panamericanos de 2011.
Fue convocado para la selección mayor, por Óscar Washington Tabárez, para el partido por eliminatorias ante la Chile el día 11 de noviembre de 2011 y para el partido amistoso ante Italia el día 15 de noviembre de 2011.
El 9 de julio de 2012 fue incluido en la lista de 18 jugadores que representaron a Uruguay en el Torneo masculino de fútbol en las Olimpiadas de Londres 2012.

### Participaciones en Copas del Mundo
| Mundial                     | Sede   | Resultado        | Partidos |
| --------------------------- | ------ | ---------------- | -------- |
| Copa Mundial Sub-20 de 2009 | Egipto | Octavos de final | 3        |

## Clubes
| Club               | País      | Año         | Partidos | Goles | Asistencias |
| ------------------ | --------- | ----------- | -------- | ----- | ----------- |
| Defensor Sporting  | Uruguay   | 2009 - 2012 | 99       | 7     | 4           |
| Udinese Calcio     | Italia    | 2013        | 1        | 0     | 0           |
| Godoy Cruz         | Argentina | 2013 - 2014 | 54       | 3     | 2           |
| Independiente      | Argentina | 2015 - 2018 | 93       | 2     | 4           |
| Tijuana            | México    | 2018 - 2019 | 38       | 0     | 0           |
| Defensa y Justicia | Argentina | 2019        | 15       | 0     | 0           |
| San Lorenzo        | Argentina | 2020 - 2021 | 33       | 0     | 0           |
| Nacional           | Uruguay   | 2021 - 2024 | 82       | 2     | 0           |
| Liverpool          | Uruguay   | 2024 -      | 8        | 0     | 0           |

Actualizado al 14 de abril de 2024.

## Palmarés

### Campeonatos nacionales
| Título              | Club              | País    | Año  |
| ------------------- | ----------------- | ------- | ---- |
| Torneo Clausura     | Defensor Sporting | Uruguay | 2009 |
| Torneo Apertura     | Defensor Sporting | Uruguay | 2010 |
| Torneo Clausura     | Defensor Sporting | Uruguay | 2012 |
| Torneo Intermedio   | Nacional          | Uruguay | 2022 |
| Torneo Clausura     | Nacional          | Uruguay | 2022 |
| Campeonato Uruguayo | Nacional          | Uruguay | 2022 |
| Torneo Apertura     | Liverpool         | Uruguay | 2025 |

### Campeonatos internacionales
| Título            | Club          | Sede           | Año  |
| ----------------- | ------------- | -------------- | ---- |
| Copa Sudamericana | Independiente | Río de Janeiro | 2017 |